# Reliant Park

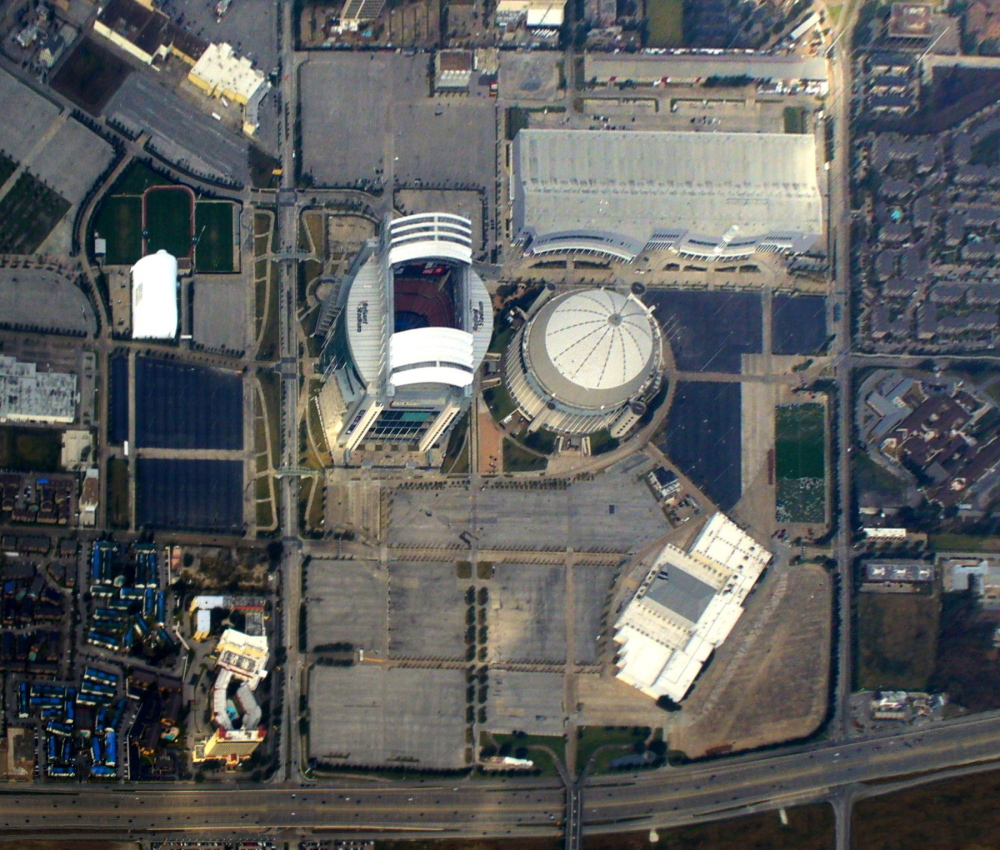
Reliant park: vista dall'alto

Reliant Park (chiamato in precedenza Astrodomain) è un complesso di edifici situato ad Houston, nello stato del Texas, Stati Uniti d'America, il nome lo deve alla società di energia Reliant Energy. Si estende per 1,4 km².

## Struttura
Esso comprende 5 edifici:
- Reliant Stadium, uno stadio dotato di un tetto retrattile, la costruzione è iniziata nel marzo del 2000 mentre l'inaugurazione risale all'8 settembre 2002.
- Reliant Astrodome, inizialmente definita come l'ottava meraviglia del mondo[1]
- Reliant Center, centro congressi, inaugurata il 12 aprile 2002 con la Houston Auto Show. Alla conferenza Offshore Technology del 2006 vi erano quasi 60.000 partecipanti.
- Reliant Arena, la cui costruzione venne completata nel 1974.
- Carruth Plaza, si tratta di un giardino delle sculture completato nel 2003, il nome lo si deve ad Allen H. "Buddy" Carruth